# Riocavado de la Sierra
Riocavado de la Sierra – gmina w Hiszpanii, w prowincji Burgos, w Kastylii i León, o powierzchni 43,32 km². W 2011 roku gmina liczyła 59 mieszkańców.